# Спарклайн
Спарклайн (англ. sparkline, от англ. spark — искра, англ. line — линия) — термин, который придумал Эдвард Тафти для обозначения небольших по размеру, но достаточно информационно-плотных графиков.
Основная особенность спарклайна — их небольшой размер. Так как графики маленькие, то почти всегда места для отображения осей или каких-либо подписей просто нет, поэтому узнать точные значения по ним невозможно. Вместо этого спарклайны дают возможность увидеть общую картину. Спарклайны могут быть очень полезны как дополнительный источник ценной информации, занимая при этом очень мало места.
Спарклайны могут пригодиться во многих областях человеческой деятельности, где требуется следить за процессами, генерирующими множество данных. Особо стоит выделить такие области как финансы и трейдинг, спортивные события, научный и медицинский анализ, системное администрирование.
Хотя размеры спарклайнов могут варьироваться, сам Эдвард использует прилагательное word-sized, то есть говорит, что по своим размерам спарклайны сопоставимы со словами.
Важно понимать, что спарклайны не позволяют отображать точные и исчерпывающие данные. Они лишь дают возможность показать существенные объёмы данных там, где для других средств отображения элементарно нет места.

## Примеры
В медицине спарклайнами можно дополнять истории болезни. Если рядом с результатами последнего анализа отобразить результаты всех предыдущих, то у врача будет возможность оценить не только последний анализ, но и общую динамику.
В трейдинге спарклайны можно использовать для отображения динамики изменения валют, котировок и прочего. Например, в таблице ниже показан спарклайн индекса Доу Джонса  (10765,45) на 7 февраля 2006. Как видно из предыдущего предложения, спарклайны удобно встраивать прямо в текст.
| Индекс    | День                        | Значение | Изменение        |
| --------- | --------------------------- | -------- | ---------------- |
| Dow Jones | Спарклайн индекса Dow Jones | 10765.45 | −32.82 (−0.30 %) |
| S&P 500   | Спарклайн индекса S&P 500   | 1256.92  | −8.10 (−0.64 %)  |
| Nasdaq    | Спарклайн индекса Nasdaq    | 2244.83  | −13.97 (−0.62 %) |